# Chilelopsis
Chilelopsis is een spinnengeslacht in de taxonomische indeling van de bruine klapdeurspinnen (Nemesiidae).
Chilelopsis werd in 1995 beschreven door Goloboff.

## Soorten
Chilelopsis omvat de volgende soorten:
- Chilelopsis calderoni Goloboff, 1995
- Chilelopsis puertoviejo Goloboff, 1995
- Chilelopsis serena Goloboff, 1995